# Municipio de Madison (Illinois)
El municipio de Madison (en inglés: Madison Township) es un municipio ubicado en el condado de Richland en el estado estadounidense de Illinois. En el año 2010 tenía una población de 819 habitantes y una densidad poblacional de 7,74 personas por km².

## Geografía
Según la Oficina del Censo de los Estados Unidos, el municipio tiene una superficie total de 105.8 km², de la cual 105,74 km² corresponden a tierra firme y (0,05 %) 0,06 km² es agua.

## Demografía
Según el censo de 2010, había 819 personas residiendo en el municipio de Madison. La densidad de población era de 7,74 hab./km². De los 819 habitantes, el municipio de Madison estaba compuesto por el 98,66 % blancos, el 0,61 % eran amerindios y el 0,73 % eran de una mezcla de razas. Del total de la población el 0 % eran hispanos o latinos de cualquier raza.